# Храм Рождества Пресвятой Богородицы (Бегичево)
Храм Рождества́ Пресвято́й Богоро́дицы (Рождество́-Богоро́дицкая це́рковь) — практически полностью разрушенный деревянный православный храм в селе Бегичево Обоянского района Курской области.

## История
До начала XX века жители деревни Бегичево собственной церкви не имели и относились к приходу Никольской церкви села Бушмено Обоянского уезда. К 1903 году численность населения деревни Бегичево возросла до 1367 человек, в связи с чем возникла потребность в организации самостоятельного прихода. В 1904 году был возведён деревянный храм, который освятили во имя Рождества Пресвятой Богородицы. В 1913 году росписи церкви были поновлены. При храме действовала церковно-приходская школа. За церковью числилась 1 десятина усадебной земли и 32 десятины полевой. Метрические книги церкви не сохранились.
После принятия декрета СНК РСФСР от 23 января (5 февраля) 1918 года Рождество-Богородицкая церковь продолжала функционировать на основании договора с волисполкомом и устава религиозного общества. В соответствии с декретом ВЦИК от 23 февраля 1922 года из храма была изъята 1 тарелочка весом 19 золотников. В 1929 или 1932 году церковь была закрыта, после чего её здание на протяжении многих лет использовалось как складское помещение, затем постепенно разобрано.
26 сентября 1997 года была официально зарегистрирована религиозная организация Православный приход храма Рождества Пресвятой Богородицы, однако здания храма в селе Бегичево в настоящее время нет.

## Архитектура и убранство храма
Деревянный одноэтажный двуглавый храм, окрашенный снаружи. Главы были покрыты железом и имели железные прорезные кресты. Паперть перед входом в храм была закрытой. Здание церкви не имело отопления. На одноярусной деревянной колокольне размещалось пять колоколов. Вокруг церкви стояла ограда из каменных столбов и железных решёток между ними.
Изготовленный в 1904 году иконостас состоял из 25 икон.